# Snedkerlærlingeværkstedet
Snedkerlærlingeværkstedet eller I/S Snederkerlærlingeværkstedet i Silkeborg var et uddannelses-snedkeri på Brokbjergvej 2 i Silkeborg.
Oprindeligt blev lærlingeværkstedet oprettet i midten af 1960'erne af den lokale mesterforening i Silkeborg under navnet I/S Silkeborg Snedkerlaugs Lærlingeværksted, men blev dog i 1967/68 overtaget og videreført af Centralforeningen af Snedkermestere og Møbelproducenter i Danmark, da værkstedet gav et for stort driftsunderskud til, at det lokale snedkerlaug kunne bære driften alene.
Motivationen bag oprettelsen lå i, at man i 1960'erne i branchen oplevede, at det som følge af industrialiseringen var blevet vanskelligt fortsat at uddanne håndværkere godt nok.
Værkstedet fungerede som et uddannelsessted og virksomhed, hvor nogle af møbelsnedkerlærlingene var tilknyttet stedet fast hele deres forløb igennem, mens andre kom fra lærepladser forskellige steder i industrien, og kunne så på Snedkerlærlingeværkstedet komme i praktik og lære håndsnedkeri, 2 gange ½ år i løbet af uddannelsen.
Lærlingene fremstillede og værkstedet solgte serieproduktion og enkeltopgaver til møbelforretninger, institutioner og private, men indenfor visse nicheområder, så virksomheden ikke konkurrerede med andre møbelproducenter i Danmark. Snedkerlærlingeværkstedet blev efterhånden kendt "for at løse opgaver lidt ud over det sædvanlige".
På virksomhedsdelen var der løbende indtægter, men selve driften af Snedkerlærlingeværkstedet gav et årligt underskud, som blev dækket af ejerne. I 1971 var der debat om dette på Centralforeningen af Snedkermestere og Møbelproducenter i Danmarks generalforsamling, men man vedtog at fortsætte driften af værkstedet.
Snedkerlærlingeværkstedet blev dog også bemærket udenfor landets grænser, og det var f.eks. værkstedet, der var med til at give møblerne i Det Danske Hus i Paris den rigtige afpudsning, ligesom vinderprojektet ved møbelfabrikantforeningerne i de nordiske landes møbelkonkurrence i midten af 1970'erne blev snedkereret på Snedkerlærlingeværkstedet.
Snedkermester Niels Overgård fra Randers var leder i mere end 30 år.